# Chenini-Clausura

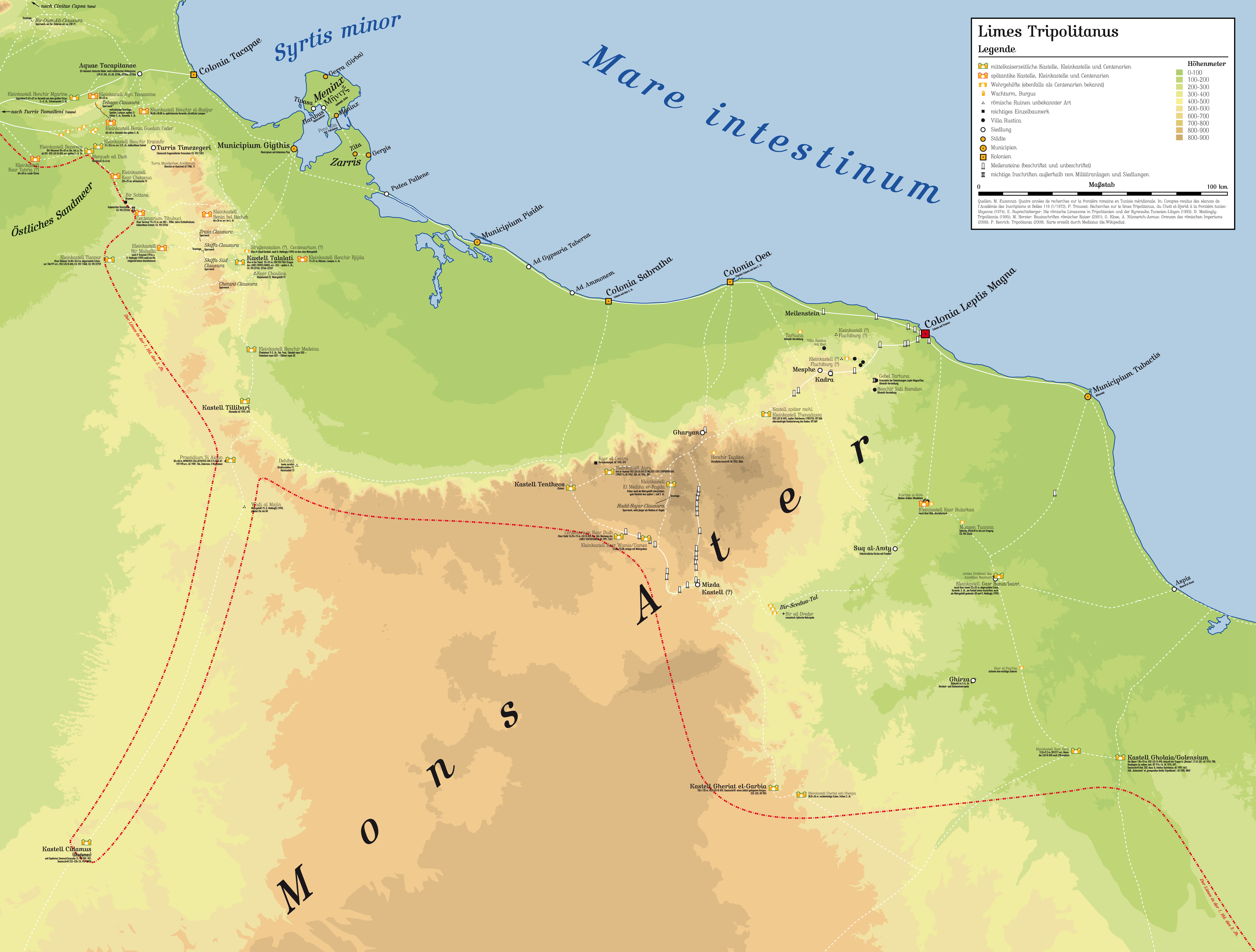
Der Limes Tripolitanus mit der Clausura

Chenini-Clausura ist die moderne Bezeichnung eines kleinen römischen Sperrwerks, das für Sicherungs- und Überwachungsaufgaben am rückwärtigen Limes Tripolitanus, einem tiefgestaffelten System von Kastellen und Militärposten, in der römischen Provinz Africa proconsularis, später Tripolitania, zuständig war. Die kurze, geradlinige Befestigungslinie gehörte zu dem großen Sperrgürtel der das fruchtbare küstennahe Land der Provinz vor Angreifern aus der Wüstenregion verteidigen und gleichzeitig den Warenhandel für Rom kontrollieren sollte. Zudem wurden die Hirtennomaden aus den wüstennahen Gebieten daran gehindert, durch unerlaubte Grenzübertritte in die Konfrontation mit den für Rom bedeutenden landwirtschaftlichen Produktionsstätten im Osten des Landes, insbesondere der Djeffara-Ebene, zu geraten. Der teilweise noch im Gelände erkennbare Schuttwall des Sperrwerks sicherte eine Pass-Straße im Wadi Chenini und befindet sich südwestlich des Berberdorfs Chenini du Gabès, 18 Kilometer von Tataouine entfernt zwischen den Höhenzügen des Berglandes von Dahar in Südtunesien, Gouvernement Tataouine.

## Lage und Forschungsgeschichte
Die kleine Clausura durchschneidet die Enge des am Oberlauf durch sehr steile Hänge begrenzten Trockentals von Chenini. Wie an vielen bereits in der Antike genutzten Pässen über den Höhenzug des Dahar, führt auch hier an der Gebirgsgruppe des Djebel Demmer eine moderne Straße hindurch. Das Wadi Chenini mäandriert die Hänge des Dahar Richtung Westen hinab an den Rand der Östlichen Großen Sandwüste. Dort, über dem Wadi bel Recheb, befindet sich das Kleinkastell Tisavar unmittelbar an der südlichen Außengrenze des römischen Reichs. In Richtung Osten öffnet sich das Wadi Chenini nach rund fünf Kilometern auf eine weite, nordsüdlich orientierte Hochebene.
Verschiedene Archäologen und Historiker geben die unterschiedlichsten Längenangaben für dieses Sperrwerk an. Diese reichen von 500 Metern bis zu ein und zwei Kilometern. Der französische Archäologe Pol Trousset hat sich 1974 am ausführlichsten mit dem Bauwerk beschäftigt.

## Baugeschichte
Die in das dritte Jahrhundert n. Chr. datierenden Ostraca aus dem in Libyen gelegenen Grenzkastell Gholaia/Bu Njem bestätigen die Beteiligung einer regulären Garnison an routinemäßigen polizeilichen Aufgaben sowie der Überwachung von Zivilisten. An der Chenini-Clausura kontrollierte eine kleine Einheit römischer Soldaten den Warenverkehr und sicherte das dicht besiedelte Gebiet der Provinz im Osten gegen unerlaubte Grenzübertritte ab. Nach Ansicht von Trousset, der sich auch die britische Archäologin Olwen Brogan (1900–1989) anschloss, wollten die Römer mit den Sperrwerken insbesondere die Bewegungen der Schaf- und Rinderherden kontrollieren. Die Wechselweidewirtschaft in den noch weiter südlich gelegenen Regionen hing demnach von der regelmäßigen saisonalen Bewegung der Tiere ab. Mit der durch die römischen Investitionen expandierenden Landwirtschaft im Norden des Landes wurde es notwendig, die Wanderbewegungen der Hirten dorthin einzuschränken, um Landbesitz und Wirtschaft zu schützen. Die militärischen Führung hatte den Limes Tripolitanus in mehrere Teilbereiche gegliedert, die von Abschnittskommandanten befehligt wurden. Die am Djebel Demmer installierten Sperrwerke bildeten mit dem nördlich gelegenen Kleinkastell Benia bel Recheb, das in einer Linie mit den Talsperren lag, eine Einheit. Im östlichen Talgrund des Dahar lag zur rückwärtigen Grenzsicherung das 263 n. Chr. errichtete Kastell Talalati zu dem von der Chenini-Clausura aus eine direkte Straßenverbindung bestand. Auf einer in Talalati gefundenen Bauinschrift wird dieser Grenzabschnitt als Limes Tripolitanus bezeichnet.
Die Chenini-Clausura besteht nach dem 1974 erschienenen Bericht Troussets aus einem drei bis vier Meter breiten Wall mit einer erhaltenen Gesamthöhe von 1,50 bis zwei Metern. Der Schutt dieses Walls bedeckt im erhaltenen Fundamentbereich ein Trockenmauerwerk mit manchmal rechteckig zugerichteten Werksteinen. Der Archäologe hält es für möglich, dass ein Wachtturm am Rand des nordwestlichen Abhangs gestanden haben könnte.

## Zeitliche Einordnung
Trousset nahm als Entstehungszeitraum für das Clausura-Systems am Djebel Demmer das dritte Jahrhundert n. Chr. an, während der britische Archäologe David Mattingly eher für das vierte Jahrhundert plädierte. Unabhängig vom genauen Zeitpunkt der Entstehung der Clausurae am Djebel Demmer steht jedoch fest, dass diese Strukturen bis in die spätrömische Zeit Bestandteil der Grenzsicherung waren. Es besteht eine offene Diskussion, ob zumindest Teile der alten Grenzsperren in diesem Teilabschnitt nach der Wiedereroberung Nordafrikas durch den oströmischen Kaiser Justinian I. (527–565) neu besetzt wurden.